# HTV3
HTV3, từng có giai đoạn mang tên là HTV3 DreamsTV trước đây, là một kênh truyền hình thanh thiếu niên - nhi đồng của Đài Truyền hình Thành phố Hồ Chí Minh. Kênh là một trong những kênh truyền hình tại Việt Nam phát sóng chương trình nước ngoài có bản quyền.
Với thời lượng phát sóng là 23h55/24h tất cả các ngày trong tuần, kênh được phủ sóng rộng rãi thông qua truyền hình vệ tinh, cáp, IPTV, kỹ thuật số mặt đất DVB-T2 và các trang web, ứng dụng xem truyền hình trực tuyến. Kênh cũng từng là một trong những kênh có lượng khán giả thiếu nhi đón xem nhiều nhất tại đồng bằng sông Cửu Long và đồng bằng sông Hồng.

## Lịch sử hình thành và phát triển
HTV3 được thành lập bởi Ban Biên tập các kênh truyền hình số & cáp - Đài Truyền hình Thành phố Hồ Chí Minh và bắt đầu phát sóng thử nghiệm từ ngày 1 tháng 10 năm 2003.
Đến tháng 1 năm 2004: Kênh được chính thức phát sóng với thời lượng lên 24/7.
Tháng 12 năm 2007: Một số chương trình của Công ty cổ phần Truyền thông Trí Việt được phát thử nghiệm trên kênh.
Ngày 1 tháng 6 năm 2008, HTV chính thức hợp tác với Công ty cổ phần Truyền thông Trí Việt phát triển kênh với các chương trình nước ngoài có mua bản quyền.
Tháng 8 năm 2010: Hàng loạt chương trình phát sóng trên kênh bị ngừng phát sóng do không đúng giấy phép.
Cuối năm 2013: Ủy ban nhân dân Thành phố Hồ Chí Minh kiến nghị Bộ Thông tin và Truyền thông cho phép HTV3 trở thành kênh dành cho thanh thiếu niên & nhi đồng.
Từ ngày 1 tháng 3 năm 2014: Kênh truyền hình HTV3 chính thức trở lại với diện mạo mới.
Khoảng cuối năm 2014 - 2017: Công ty cổ phần Truyền thông Thanh Thiếu nhi (TTN Media) tiếp quản kênh.
Tháng 7 năm 2017, Công ty cổ phần Truyền thông Purpose Media thay thế TTN Media quản lý kênh và thành lập thương hiệu DreamsTV.
Tháng 6 năm 2018: Kênh tổ chức kỷ niệm 10 năm lên sóng trong vai trò là kênh xã hội hóa. Tháng 10 cùng năm, kênh nâng cấp phát sóng chương trình với tỷ lệ khung hình 16:9 thay vì 4:3 như trước.
Từ ngày 1 tháng 11 năm 2022: HTV3 chính thức ngừng phát sóng thương hiệu DreamsTV và được trả lại cho Đài Truyền hình Thành phố Hồ Chí Minh quản lý. Cũng kể từ đây, kênh chủ yếu phát lại các chương trình và trực tiếp các sự kiện thể thao vào buổi chiều và đêm khuya từ những kênh khác của HTV.
Từ ngày 1 tháng 9 năm 2023, kênh nâng cấp phát sóng lên chuẩn HD trên hệ thống T2 K27 của HTVC.
Từ ngày 25 tháng 10 năm 2023, kênh được nâng cấp phát sóng chuẩn HD cùng với nội dung các kênh HTV1 và HTV Key trên hệ thống Truyền hình MyTV.

## Phát sóng
Ban đầu kênh được phát trên hạ tầng truyền hình tương tự mặt đất ở kênh 27 UHF. Tuy nhiên đến ngày 7 tháng 5 năm 2009, kênh đã bị buộc ngừng phát do không có giấy phép sử dụng tần số, thiết bị vô tuyến điện của Sở Thông tin và truyền thông TP.HCM. Tuy nhiên vẫn tiếp tục được phát sóng trong hệ thống số, cáp và vệ tinh.
Tháng 9 năm 2013, ngừng phát miễn phí trên vệ tinh.
Năm 2016, VTC hạ sóng kênh trên vệ tinh.
Tháng 4 năm 2016, HTV3 mở rộng phủ sóng trên DVB-T2 do Truyền hình Kỹ thuật số Miền Nam (SDTV) truyền dẫn.
Ngày 19 tháng 8 năm 2020, ngừng phát trên kênh 33 của SDTV.
Vào ngày 1 tháng 3 năm 2022, AVG ngừng phát sóng kênh HTV3 trên hệ thống DTT miền Nam và DTH. Trước đó vào tháng 3 năm 2020, đơn vị này cũng đã ngừng cung cấp kênh trên hệ thống DTT miền Bắc.

## Thời lượng phát sóng
- 01/10/2003 - 31/10/2003: 15:00 - 24:00 hàng ngày.
- 01/11/2003 - 31/12/2003: 06:00 - 24:00 hàng ngày.
- 01/01/2004 - 31/10/2022: 24/7.
- 01/11/2022 - nay: 06:00 - 05:00 rạng sáng ngày hôm sau.
- Trừ trường hợp quốc tang, kênh tạm dừng phát sóng & tiếp sóng HTV9 trong 2 ngày.

## Ảnh hưởng

### Đón nhận
Năm 2008, kênh được khoảng 4,5 triệu khán giả tại Thành phố Hồ Chí Minh theo dõi. Năm 2012, kênh được 5,2 triệu khán giả và đến tháng 4 năm 2013, được 16,6 triệu khán giả theo dõi trên toàn quốc, nằm trong TOP 10 kênh truyền hình được thiếu nhi và gia đình yêu thích nhất và được đón xem nhiều thời điểm đó. Sau 10 năm ra mắt, HTV3 là kênh có lượng khán giả nhí đứng đầu Thành phố Hồ Chí Minh và đồng bằng sông Cửu Long, theo Hệ thống đo lường định lượng khán giả Việt Nam TAM tháng 7.2018. Là một trong những kênh có lượng khán giả thiếu nhi đón xem nhiều nhất tại Thành phố Hồ Chí Minh và Đồng bằng Sông Cửu Long.

### Tranh cãi
Vào năm 2009, kênh HTV3 đã gây tranh cãi với việc phát sóng bộ phim truyền hình Hàn Quốc Tình yêu diệu kỳ, trong đó nhiều tập phim có nội dung lặp lại các tập trước đó, thậm chí có tập chỉ có 5% là nội dung mới. Đại diện của kênh cho biết đã có sự sai sót trong khâu lưu trữ thông tin của một vài tập phim, đồng thời giải thích rằng các nội dung chương trình cần phải được hoàn tất ít nhất một tuần trước khi phát sóng, và việc xử lý sự cố trong vòng bốn ngày (sự cố diễn ra từ ngày 16 tháng 7) đã là nỗ lực rất lớn của họ. HTV3 sau đó đã đưa ra lời giải thích và xin lỗi đến khán giả qua truyền hình và trang web của kênh.
Vào ngày 8 tháng 8 năm 2010, một số chương trình trên kênh bị tạm ngưng phát sóng do không đúng tiêu chí đã đăng ký trong giấy phép. Một số phim như Vì sao đưa anh tới hay One Piece phát sóng trên kênh dưới hình thức lồng tiếng gây tranh cãi trong cộng đồng.
Nhà báo Ngọc Mai của báo Pháp luật Việt Nam chỉ trích kênh chiếu các anime "bẩn". Tác giả bài báo bị cộng đồng yêu mến anime và manga chỉ trích đưa tin thiếu kiến thức, sai sự thật và sau đó tác giả lên tiếng giải thích. Sau sự việc này kênh tiến hành gắn cảnh báo 15+ cho một số phim hoạt hình trước khi vào phim.
Ngày 7 tháng 6 năm 2017, báo Tuổi Trẻ đã đăng bài phản ánh kênh HTV3 chiếu phim hoạt hình nhiều cảnh hở hang, thô tục không phù hợp trẻ em và đa phần độc giả phản đối bài báo; các bộ phim ngay sau đó đã được bổ sung dòng chạy chữ thông báo trong quá trình phát sóng. Từ ngày 3 tháng 11 năm 2017, bảng xếp loại độ tuổi xem chương trình được chia thành năm mức: Tất cả mọi người đều xem được, Từ 6 tuổi đến dưới 11 tuổi, từ 11 tuổi đến dưới 13 tuổi, từ 13 tuổi đến dưới 16 tuổi và từ 16 tuổi trở lên.
Trong chương trình Việt Nam Đất Nước Tôi Yêu phát sóng tối ngày 30 tháng 1 năm 2018, hai người Việt Nam tận tình hướng dẫn người Hàn Quốc ăn thịt chó đúng cách rau sống và mắm tôm đã khiến cho khán giả phẫn nộ.